# ニスガ族

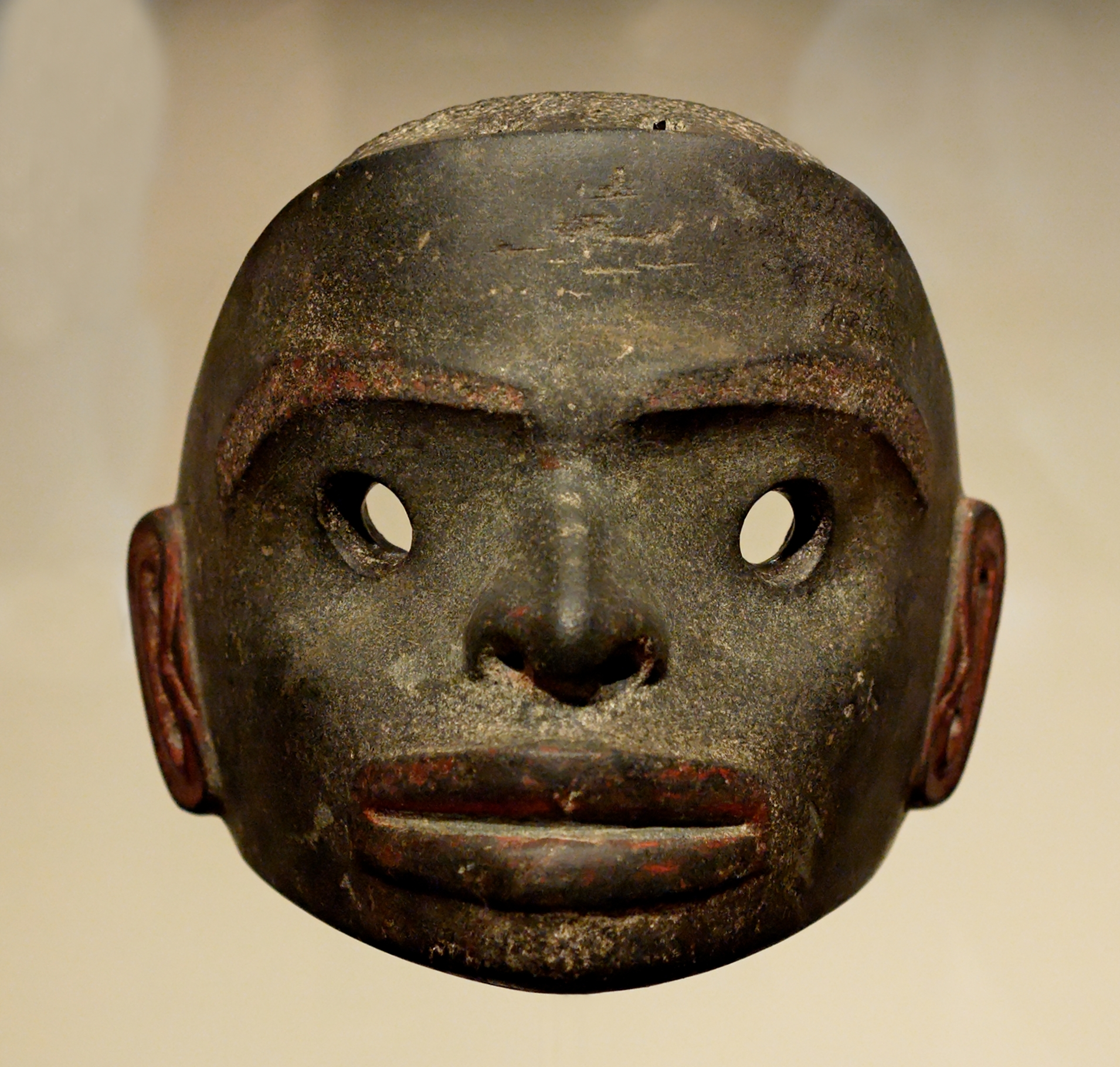
Mask with open eyes, worn during winter halait ceremonies, 18th–early 19th century

ニスカ族
Nisga'a Nation

国の標語：不明
国歌：[[ニスカ族（カナダ連邦内の先住民ネーション）の国歌|]]

ニスガ族（英: Nisga'a）は、カナダ太平洋岸、ブリティッシュコロンビア州北部のナス川流域に暮らす先住民。民族や一族の歴史、伝説、昔話、チーフなどの人物伝を伝えるためのトーテムポールを彫るカナダ太平洋岸先住民のひとつ。
言語系統上、スキーナ川流域のギックサン族と共にツィムシァン族に分類されることもある。
民族自称は、「ニスカ」('nisqa')ないし、人によっては「ニシュガ」('nishga')と発音される。

## 居住地

### ニスカの村々
下記のナス川流域の4つの村に約2500人が、次の見出しの3都市圏ほかカナダ国内外に約3500人が暮らす。
- ギンゴーリック（キンコーラス） - Gingolx (Kincolith)
- ラーフガルザップ（グリーンヴィル） - Laxgalts'ap (Greenville)
- ギトウィンシルク（キャニオンシティ） - Gitwinksihlkw (Canyon City)
- ギトラックダーミックス（ニューアイアンチ） - Gitlakdamix (New Aiyansh) 自治政府所在地

この他、ニスガ族の村ではない集落としてナス・キャンプがある。

### ニスカ・アーバン・ソサエティ（都市部に住むニスガ族組織）
- テラス en:Terrace, British Columbia
- プリンスルパート
- バンクーバー

## ニスカ文化

### 氏族（クラン）
ニスカ族のすべての人は、以下の4つのクランのどれかに属する。同じクランに属する者は祖先を同じにすると考えられ、同じクラン同士の結婚は伝統的には認められない。
ニスカ族は他のカナダ太平洋岸、南東アラスカの先住民と同じく母系社会なので、子どもたちは母親のクランを受け継ぐ。チーフの地位は、母系の甥があとを継ぐ。
- ワタリガラス
- ハクトウワシ
- キラーウェール（シャチ）
- オオカミ

## ニスカ条約
1999年、ニスカ族、ブリティッシュコロンビア州政府、カナダ連邦政府の3者の間で、ニスカの先住民土地請求問題を解決する条約が交わされた。この条約は先住民土地問題に関する、ブリティッシュコロンビア州で初の公式な条約となった。この条約によってナス川流域2000平方キロメートルの土地がニスカ族に属すると認められ、その領域内での資源開発にはニスカ自治政府が協議に加わることなどが定められた。

## 交通

### 空路
- 最寄の空港は、ニューアイアンチから南へ100kmのテラス・キティマート空港。

### ニスカハイウェイの開通
ニスカハイウェイはブリティッシュコロンビア州のテラスからニスカの村々を結ぶ州道113号線の別称であり、2006年に整備された。